# 高屋乡
高屋乡，是中华人民共和国四川省资阳市安岳县曾经下辖的一个乡。2019年12月，撤销高屋乡，将其所属行政区域划归李家镇管辖。

## 行政区划
高屋乡撤销前下辖以下地区：
高屋村、观岩村、田湾村、公坪村、社皇村、正方村、金墩村、驾马村、大屋村和长冲村。